# Индийский музей
Индийский музей основал датский биолог Натаниэл Валлих в Серампоре, близ Калькутты (Индия) в 1814 году. Индийский музей — один из самых старых музеев мира.
С 1814 по 1878 годы фонды музея располагались в помещении Азиатского общества в Калькутте, но позднее переместились в собственное помещение. В музейном особняке хранятся: египетская мумия, буддийская ступа из Бхарута, пепел Будды, колонна Ашоки, чей символ с тремя львами стал официальной эмблемой страны и присутствует на гербе Индии. Кроме того, в музее хранятся окаменелости доисторических животных, уникальные старинные вещи, коллекция произведений искусства, украшений, а также коллекция метеоритов.

## Музейные экспонаты
- Вход
- Скелет мамонта.
- Стеллажи с различными типами горных пород.
- Галерея
- Отдел естествознания
- Масла